# زاليقو
زاليقو هو طبق جزائري تقليدي.

## الأصل وأصل الكلمة
يعود أصل هذا الطبق إلى مدينة قسنطينة.  اسمها مشتق من كلمة عربية قسنطينة الحضرية، والتي تعني«الفاصوليا الخضراء».

## الوصف
وهو طبق مكون من الفاصوليا الخضراء المحضرة في صلصة الطماطم الحمراء، بنكهة الثوم والكراث، ويقدم مع لحم الضأن.